# Zhong Kui
Zhong Kui (en chino, 鍾馗; pinyin, Zhōng Kuí; en coreano: 종규, romanizado: Jonggyu; en japonés: 鍾馗, romanizado: Shōki; en vietnamita: Chung Quỳ) es una deidad taoísta de la mitología china, considerada tradicionalmente como un vencedor de fantasmas y seres malignos. Se le representa como un hombre corpulento con una gran barba negra, ojos saltones y expresión iracunda. Zhong Kui es capaz de comandar a 80.000 demonios para que cumplan sus órdenes y a menudo se le asocia con los cinco murciélagos de la fortuna. El culto y la iconografía de Zhong Kui se extendieron posteriormente a otros países de Asia Oriental, y también se le puede encontrar en el folclore y la mitología de Corea, Japón y Vietnam.
En el arte, Zhong Kui es un tema recurrente en la pintura y la artesanía, y su imagen suele aparecer en las puertas de las casas como espíritu guardián, así como en los lugares comerciales donde se venden bienes de gran valor. También suele aparecer en los medios de comunicación populares.

## Rey de los fantasmas
Según el folclore, Zhong Kui viajó con Du Ping (杜平), un amigo de su ciudad natal, para participar en los exámenes imperiales de todo el estado celebrados en la capital, Chang'an. Aunque Zhong Kui alcanzó un gran éxito académico al lograr los máximos honores en los exámenes más importantes, el emperador Gaozu de Tang le retiró el título de "Zhuangyuan" (mejor puntuación) por su aspecto desfigurado y feo.
Extremadamente enfurecido, Zhong Kui se suicidó arrojándose continuamente contra las puertas de palacio hasta romperse la cabeza, tras lo cual Du Ping se encargó de enterrarlo y darle descanso a su espíritu. Durante el juicio divino posterior a su muerte por suicidio, Yanluo Wang (el juez del inframundo chino) vio mucho potencial en Zhong Kui, con inteligencia y astucia suficientes para obtener los máximos honores en los exámenes imperiales, pero condenado a Youdu a causa de su fuerte agravio. Yama le otorgó entonces el título de rey de los fantasmas y le encomendó cazar, capturar, hacerse cargo y mantener la disciplina y el orden entre todos los fantasmas.
Después de que Zhong Kui se convirtiera en el rey de los fantasmas en el Infierno, éste regresó a su ciudad natal en la víspera del Año Nuevo chino. Para retribuir la amabilidad de Du Ping, Zhong Kui le dio a su hermana menor en matrimonio.

## Popularización en dinastías posteriores
La popularidad de Zhong Kui en el folclore se remonta al mandato del emperador Xuanzong de la dinastía Tang (712-756). Según fuentes de la dinastía Song, en una ocasión el emperador Xuanzong estaba gravemente enfermo y tuvo un sueño en el que veía dos fantasmas. El más pequeño de los fantasmas robó un bolso a la consorte imperial Yang Guifei y una flauta que pertenecía al emperador. El fantasma más grande, que llevaba el sombrero de un funcionario, capturó al fantasma más pequeño, le arrancó un ojo y se lo comió. A continuación, se introdujo a sí mismo como Zhong Kui y afirmó haber jurado librar al imperio del mal. Cuando el emperador despertó, estaba recuperado de su enfermedad. Por ello, encargó al pintor de la corte, Wu Daozi, que realizara una imagen de Zhong Kui para mostrársela a los funcionarios. Esto influyó mucho en las representaciones posteriores de Zhong Kui.

## Legado
La leyenda de Zhong Kui se convirtió en un tema popular en la pintura, el arte y el folclore chinos posteriores. Se solían colgar cuadros de Zhong Kui en las casas para ahuyentar a los fantasmas. Su figura era y sigue siendo especialmente popular en los cuadros de Año Nuevo.
Asimismo, la popularidad de Zhong Kui da lugar al modismo "Da Gui Jie Zhong Kui" (打鬼借钟馗), que puede traducirse como "Usar el nombre de Zhong Kui para aplastar al fantasma", que significa completar una tarea pretendiendo que se hace en beneficio de alguien más poderoso o de mayor estatus. Algunos sostienen que Mao Zedong fue el primero en utilizar esta frase.

## Templos
- Templo Zhong Kui (钟馗庙) en Guanqiao, Hunan
- Templo Shuiwei Zhengwei (水尾震威宮) en Xizhou, Changhua
- Templo Guang Lu (光祿廟) en Zhuqi, Chiayi
- Templo Wu Fu (五福宮) en Wanhua, Taipéi
- Antiguo templo de Zhong Nan (終南古廟), en Batu Pahat, Johor.
- Santuario Shōki (鍾馗神社) en el distrito de Higashiyama, Kioto

## En el arte
Quan Xianguang (nacido en 1932), un pintor del siglo XX, pintó a Zhong Kui como un hombre corpulento y velludo que sujetaba una robusta espada con el brazo derecho descubierto.

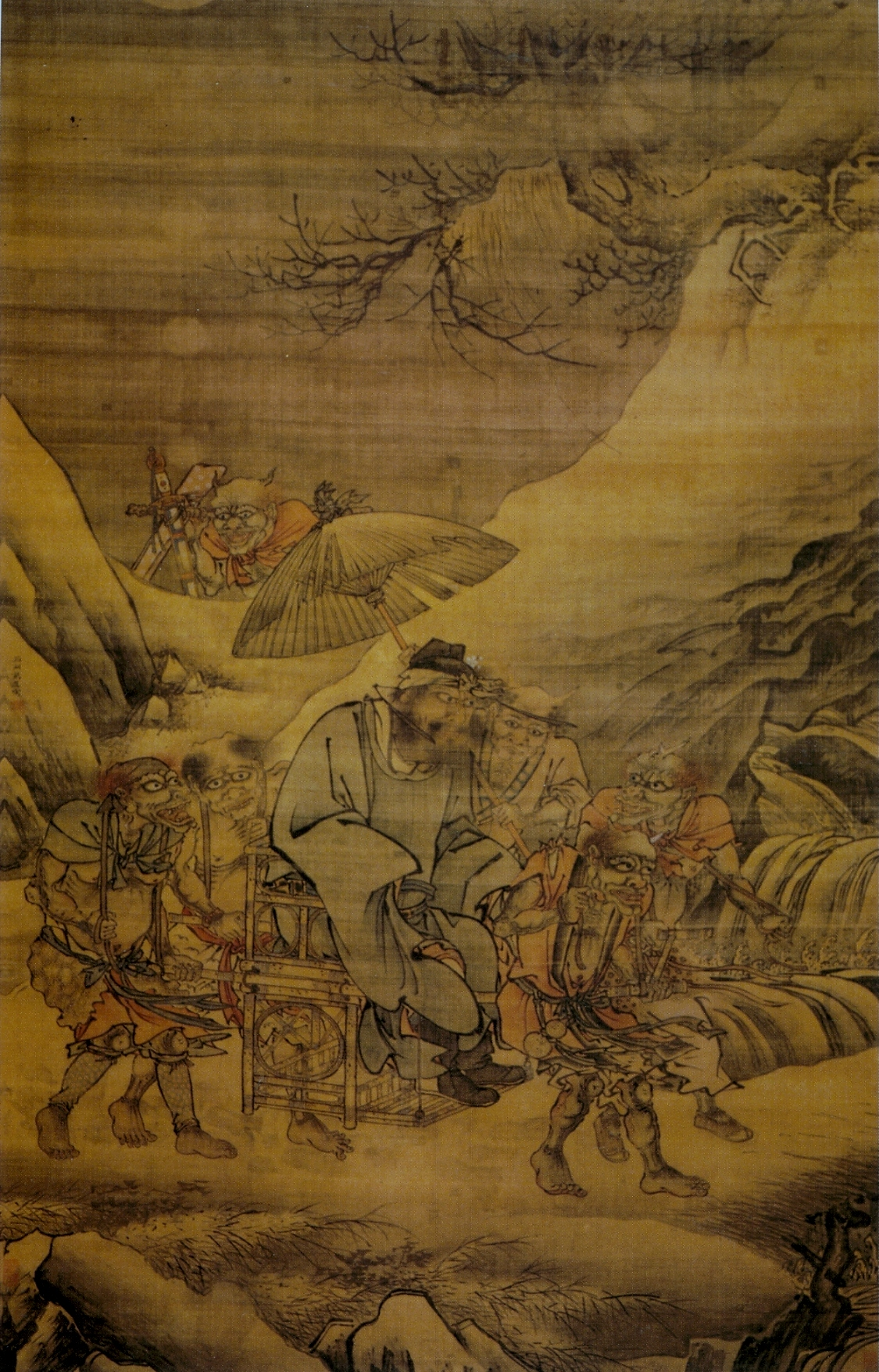
La excursión nocturna de Zhong Kui (siglo XV), de Dai Jin, que representa a Zhong Kui realizando una patrulla nocturna mientras es transportado en una silla de manos por cuatro demonios.
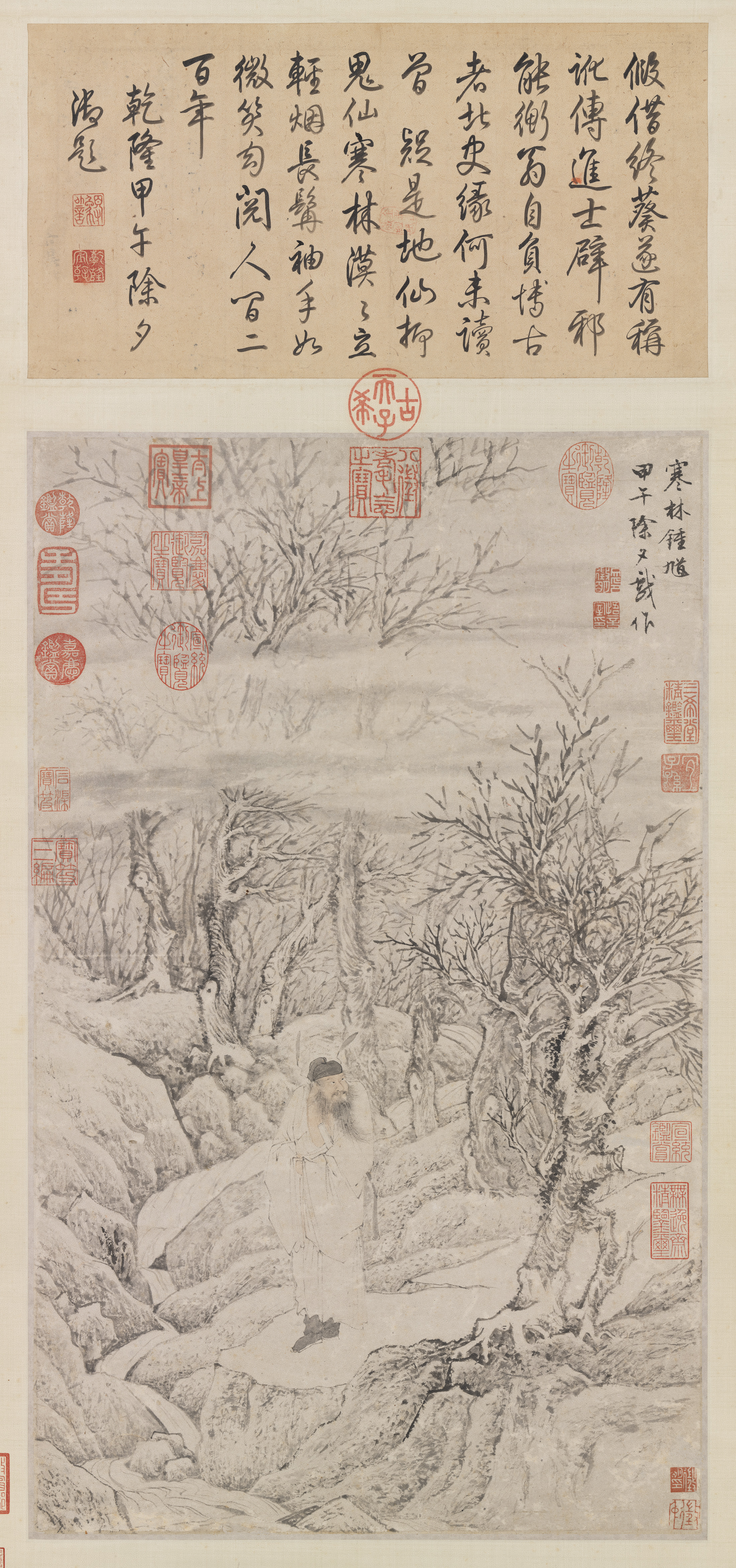
Zhong Kui en una arboleda invernal, de Wen Zhengming (dinastía Ming), a juego con El que abraza la sencillez, de Ge Hong, que afirma que las criaturas siniestras a menudo rondaban los bosques, razón por la que Zhong Kui debe estar allí.
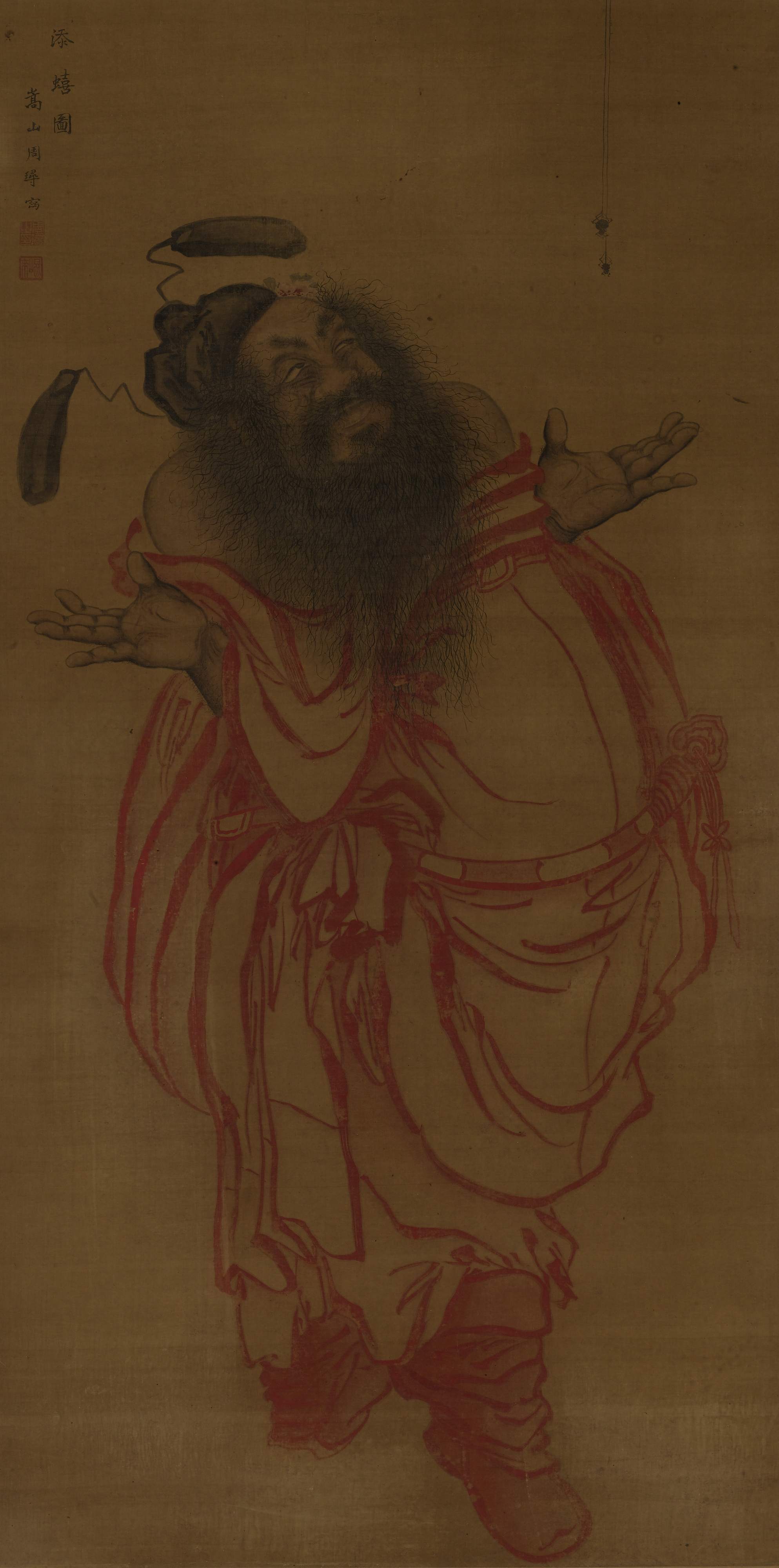
Zhong Kui y las arañas, de Zhou Xun (1649-1729), que representa a Zhong Kui mirando a las arañas que cuelgan de lo alto (un rebus o juego de palabras de buen augurio para referirse a las "cosas alegres").
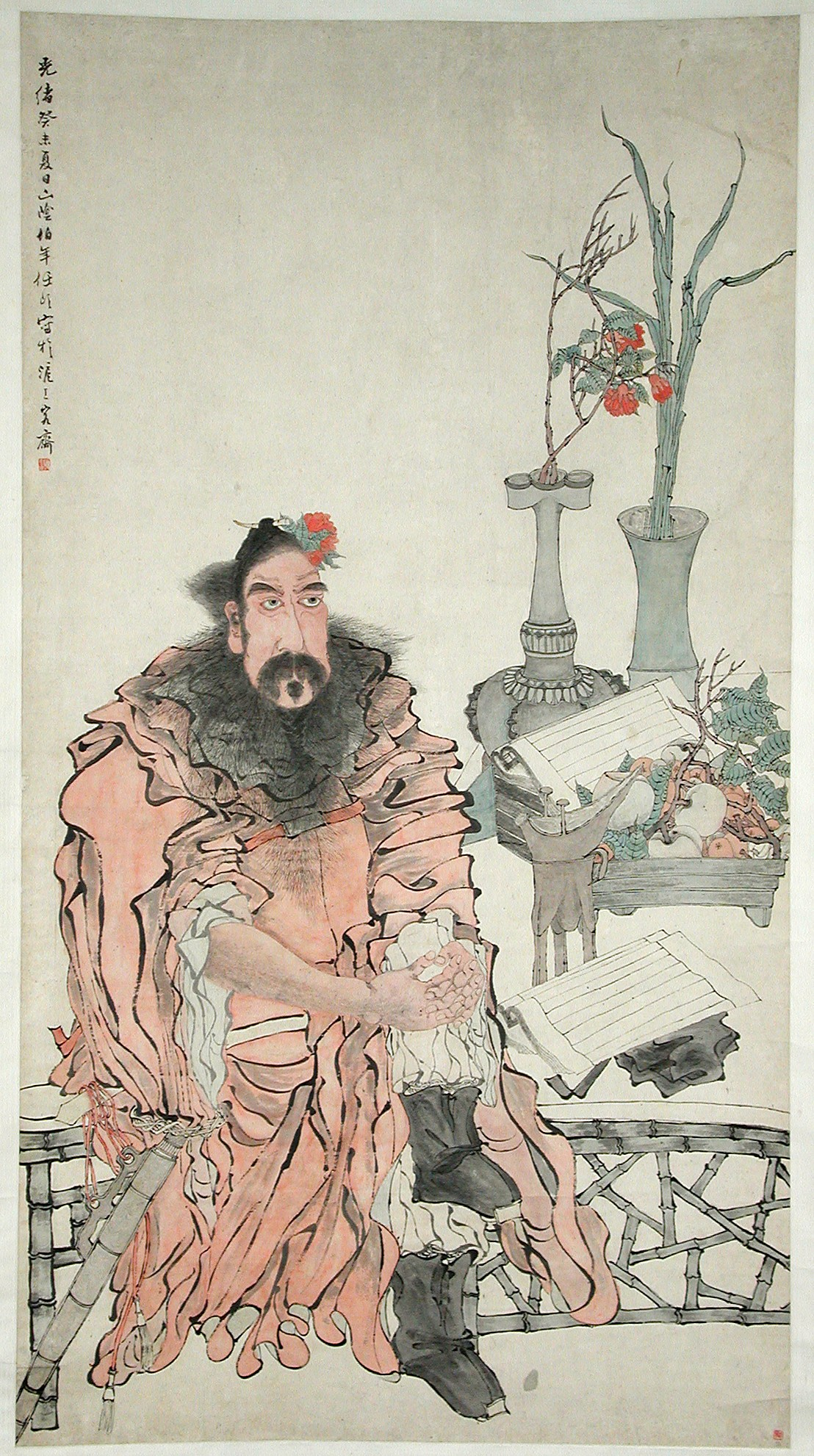
Zhong Kui (1883), de Ren Yi, en donde Zhong Kui aparece como un erudito elegante pero algo excéntrico, con su espada envainada y una flor en el pelo, mientras lee con decoro.
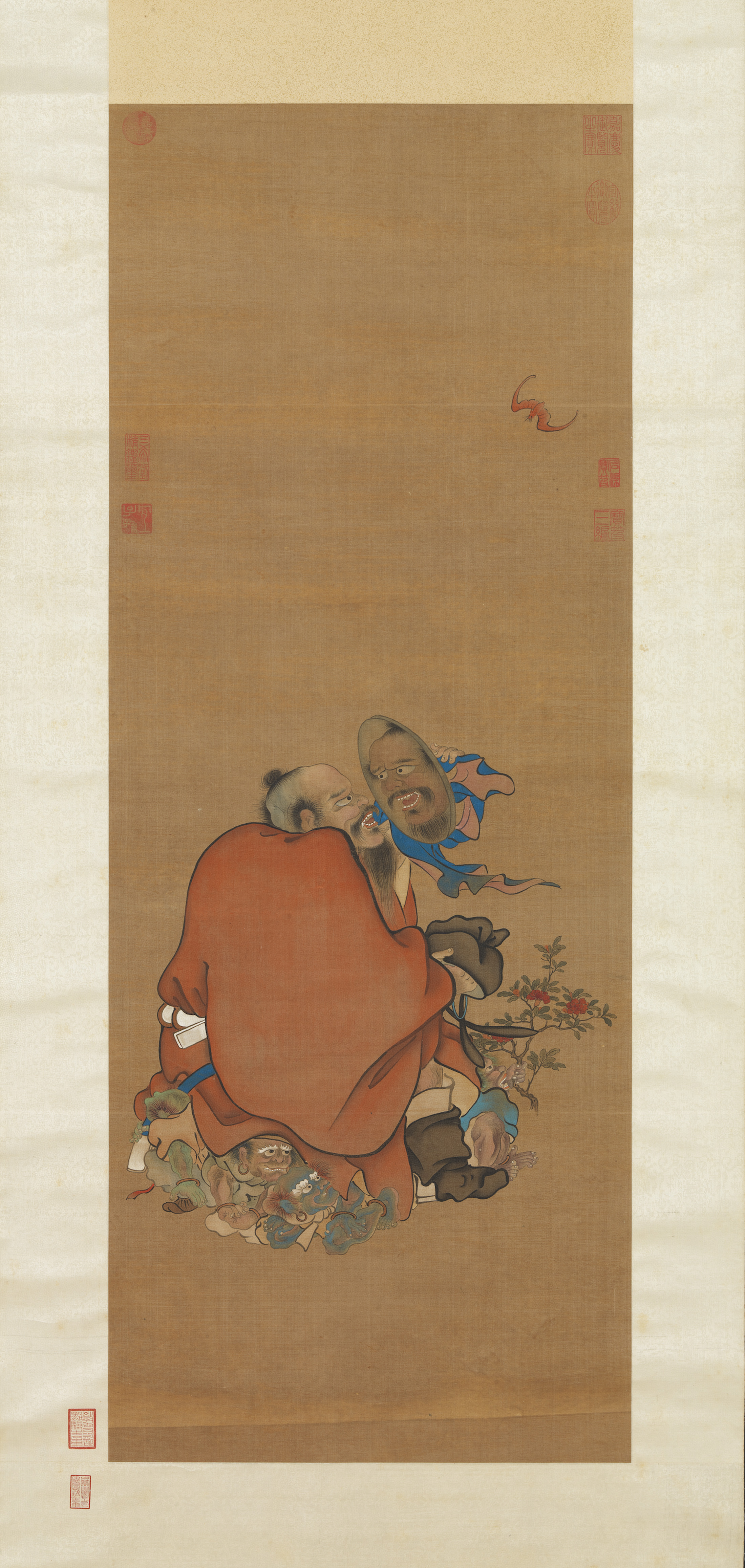
Augurio de paz abundante (dinastía Qing), que representa con humor a Zhong Kui escandalizado al contemplar su grotesco rostro en el espejo.
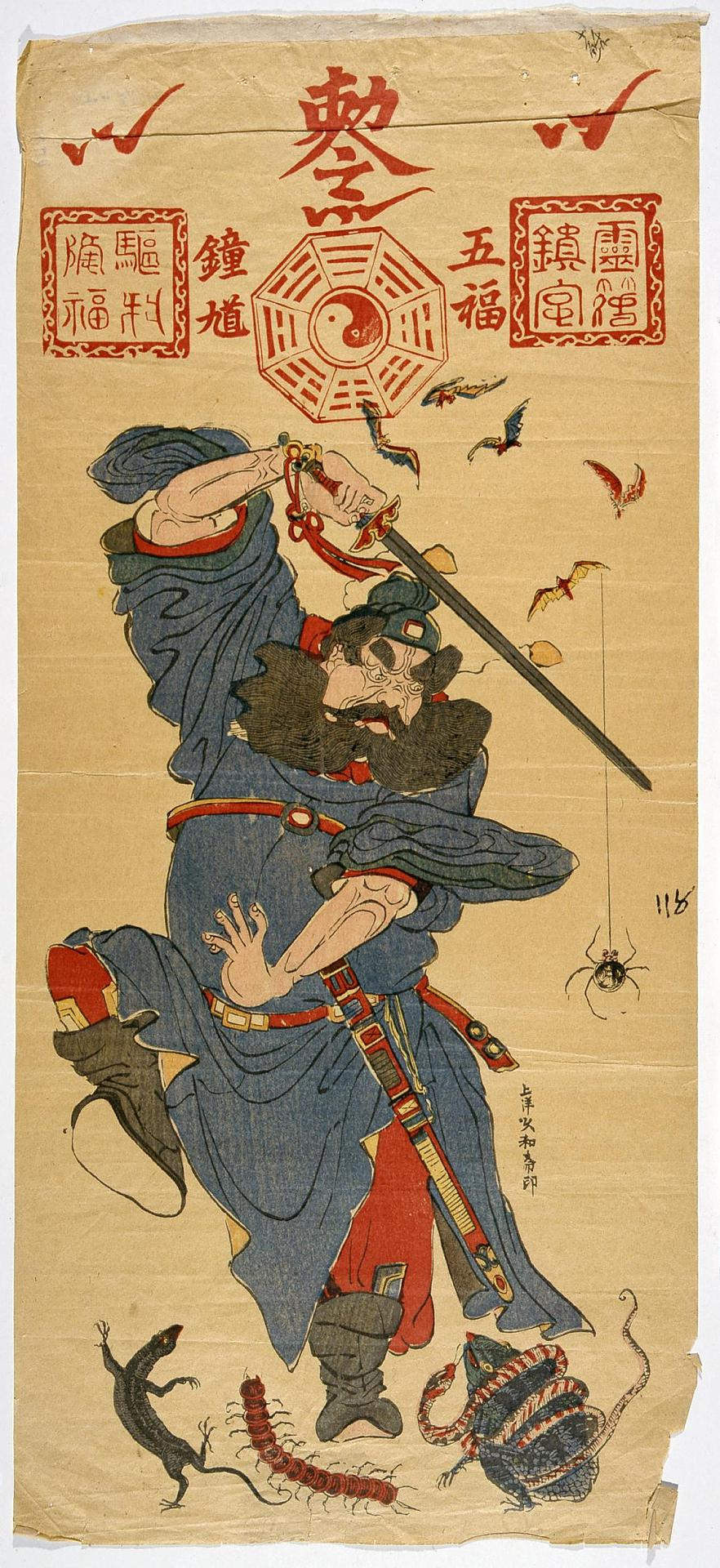
En una xilografía de finales del siglo XIX o principios del XX, se ve a Zhong Kui agitando su espada contra cinco murciélagos que representan las cinco bendiciones, como si hiciera descender simbólicamente tales bendiciones sobre alguien.
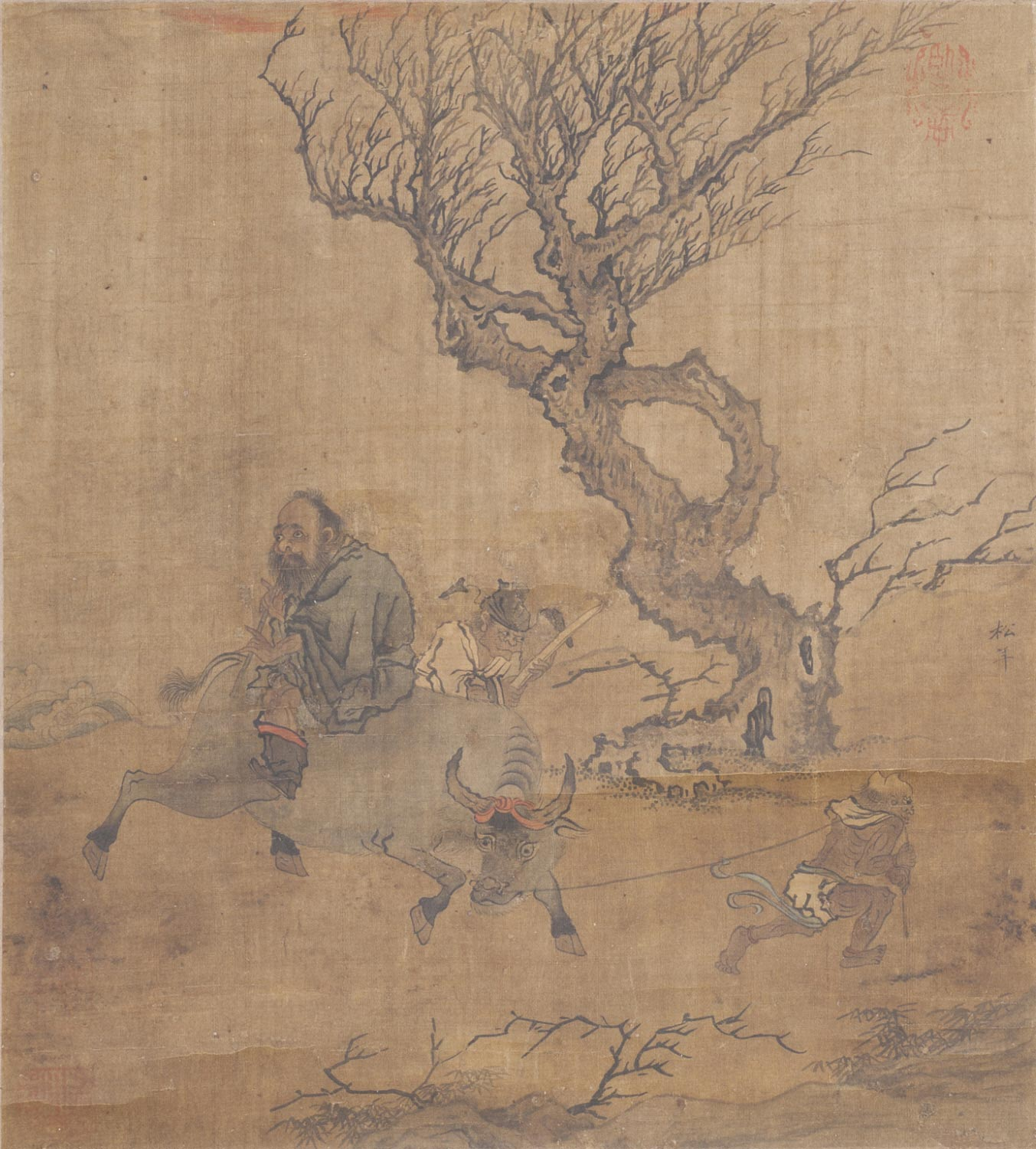
Zhong Kui, el apaciguador de demonios (siglo XVII), en la que Zhong Kui monta un buey mientras los demonios apaciguados cargan su espada o conducen su buey.
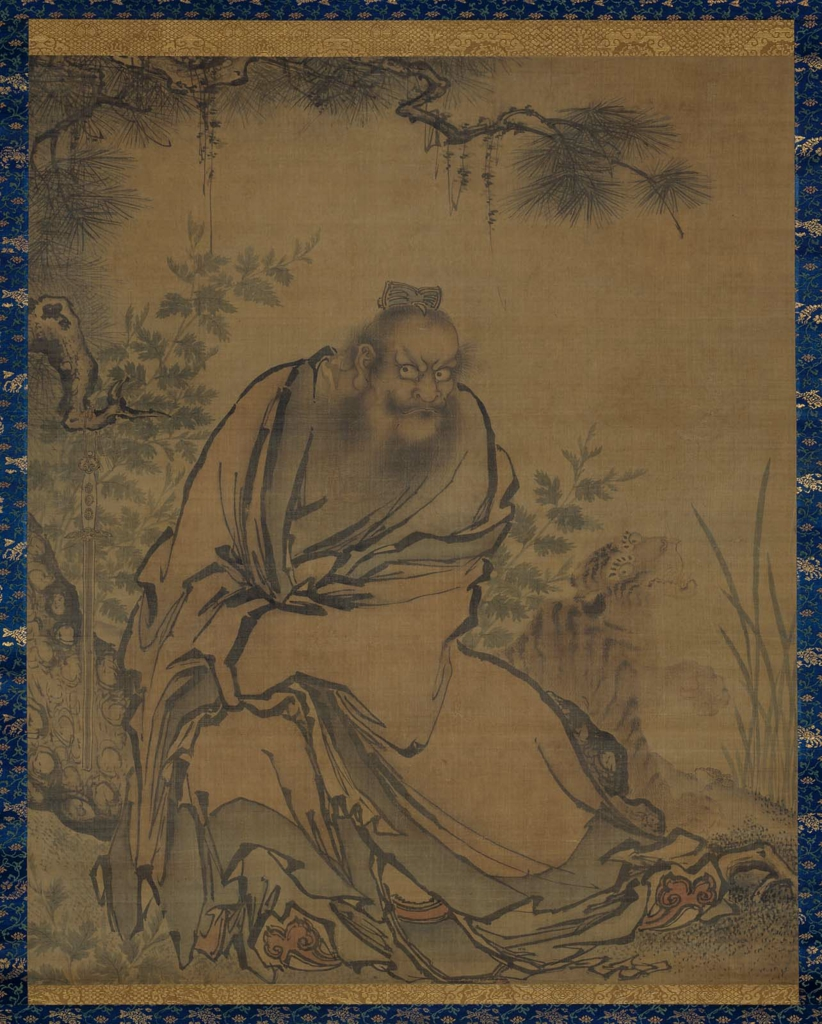
Una pintura del siglo XVI que representa a Zhong Kui sentado.
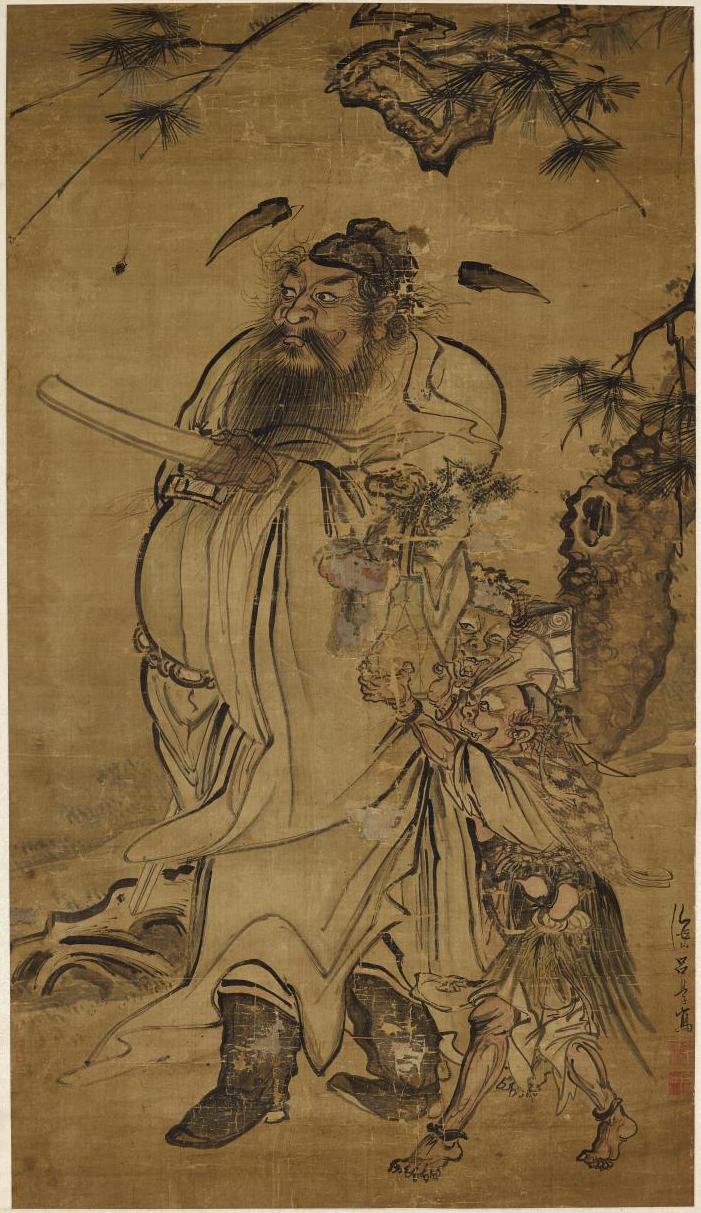
Pintura del siglo XVII de Lu Xue en la que se representa a Zhong Kui con demonios.
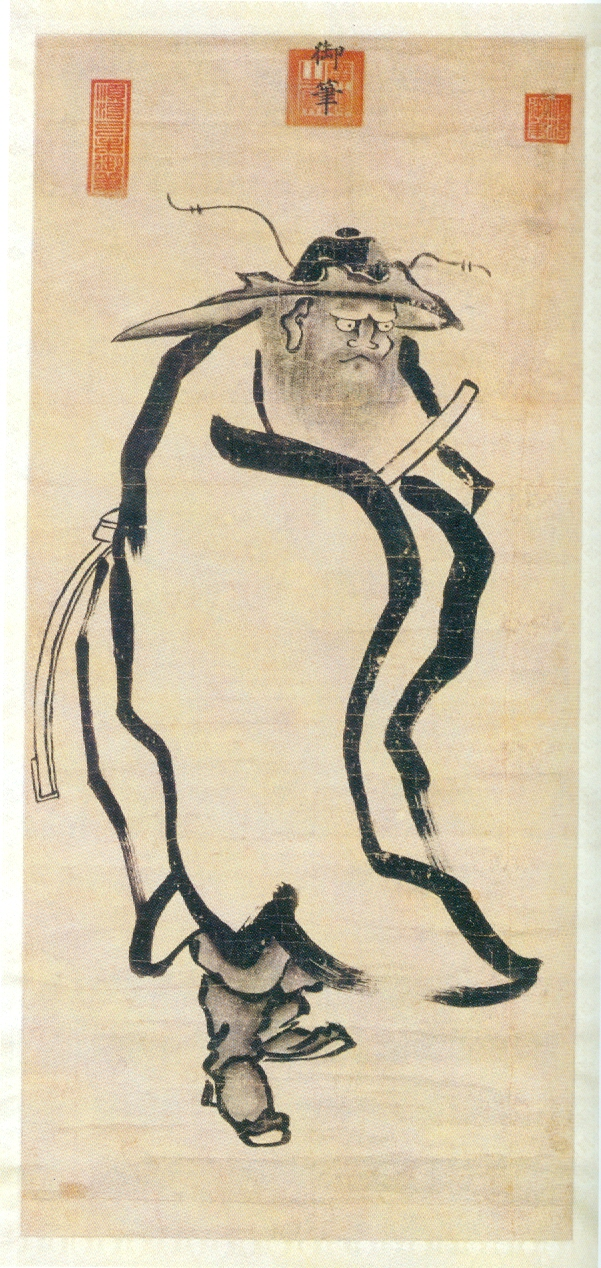
Pintura del emperador Shunzhi (r. 1643-1661) de la dinastía Qing.
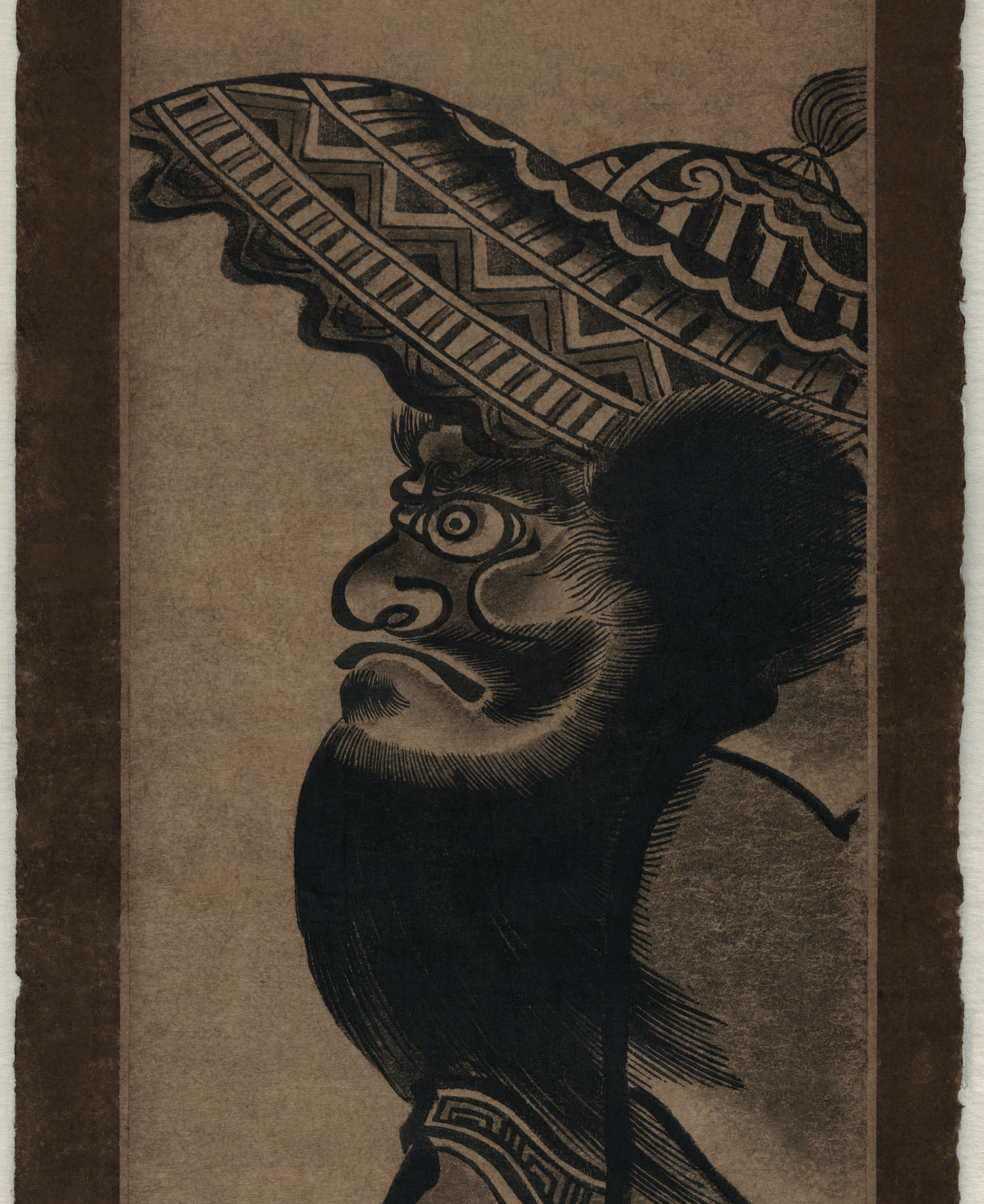
Detalle del Shōki zu de Okumura Masanobu, fechado en torno a 1741-1751.
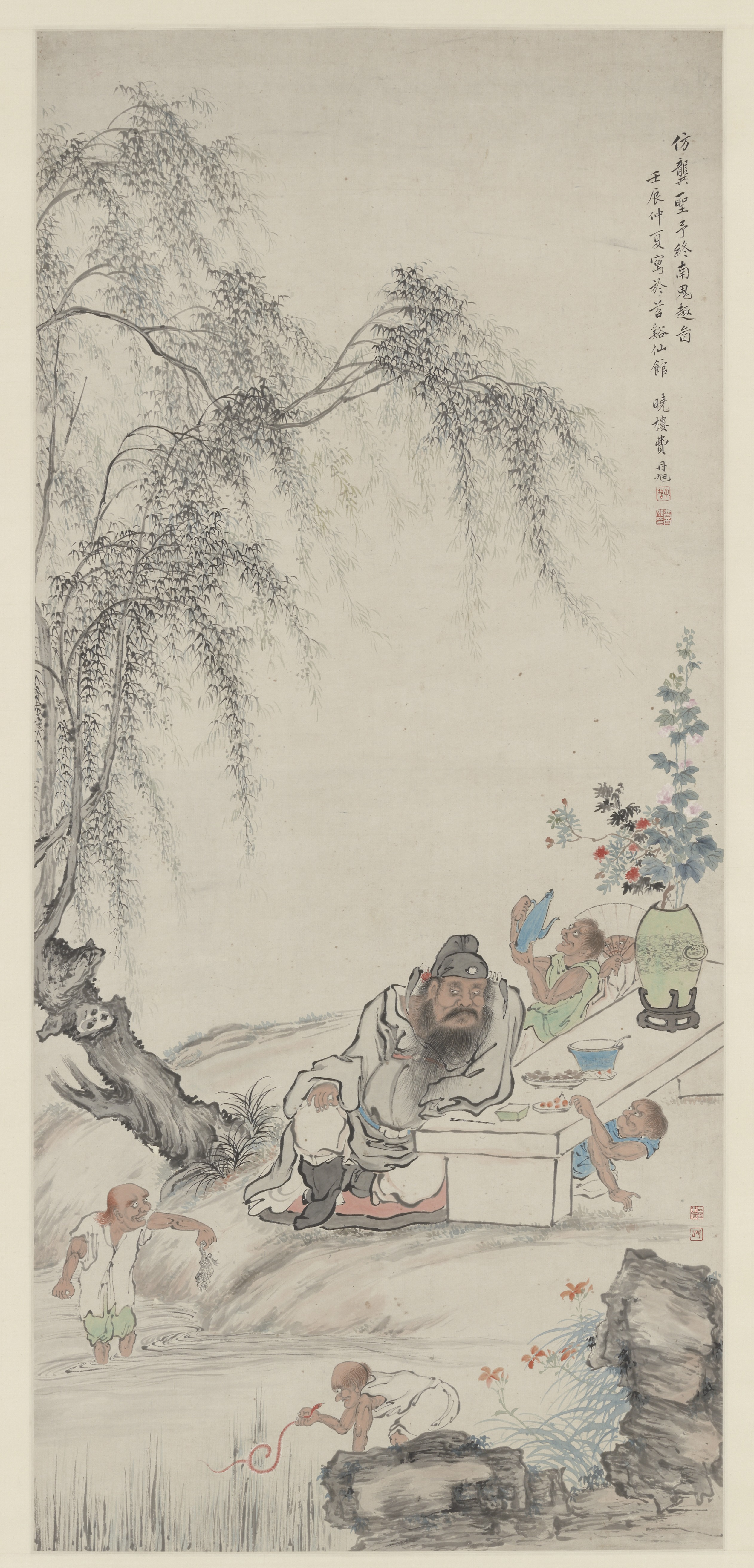
Zhong Kui y sus ayudantes bajo los sauces (1832), de Fei Danxu, que representa a Zhong Kui y sus ayudantes demoníacos.
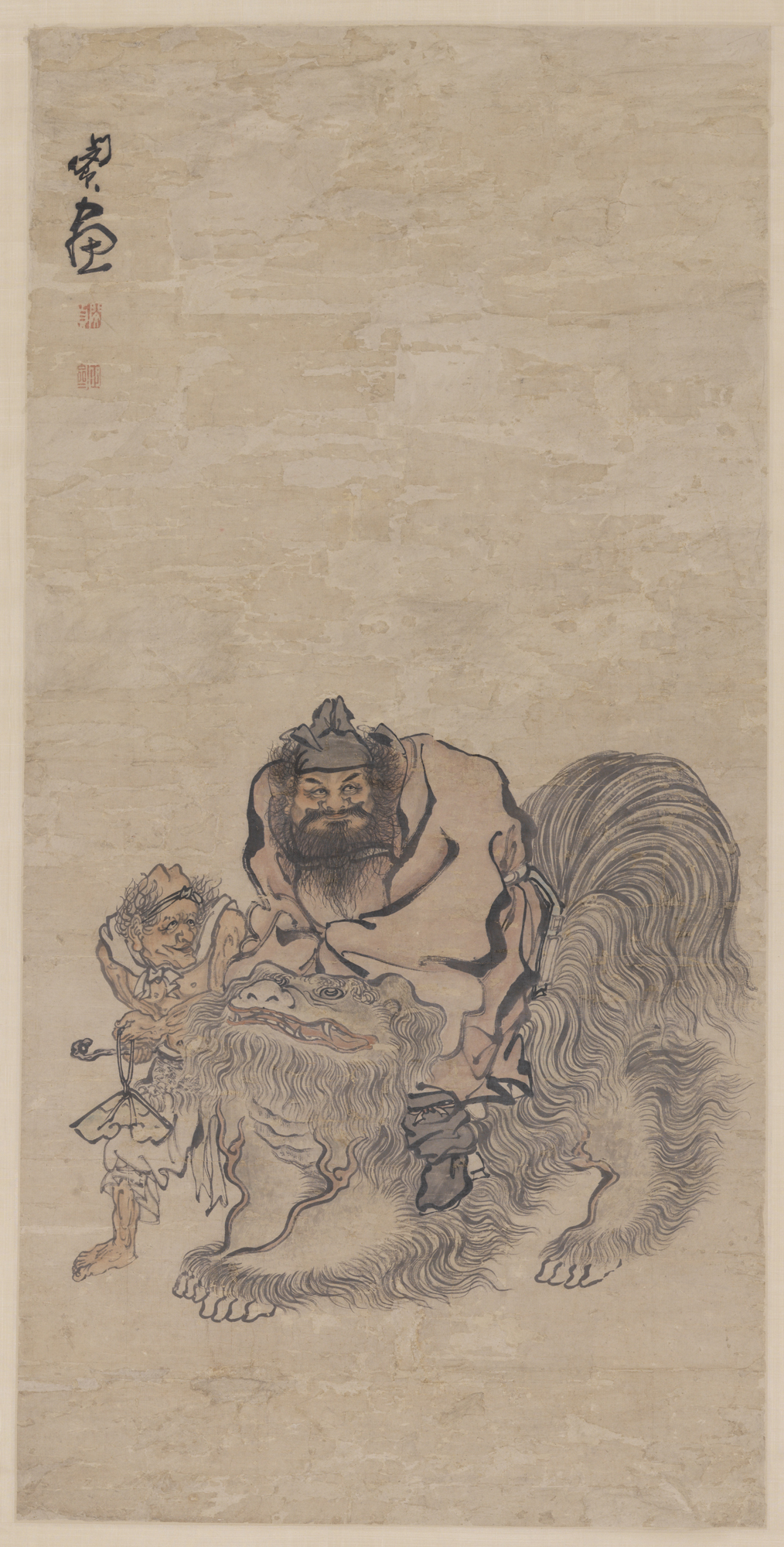
Zhong Kui, de Min Zhen (1730-después de 1791), representando a Zhong Kui montado en un cuadrúpedo.
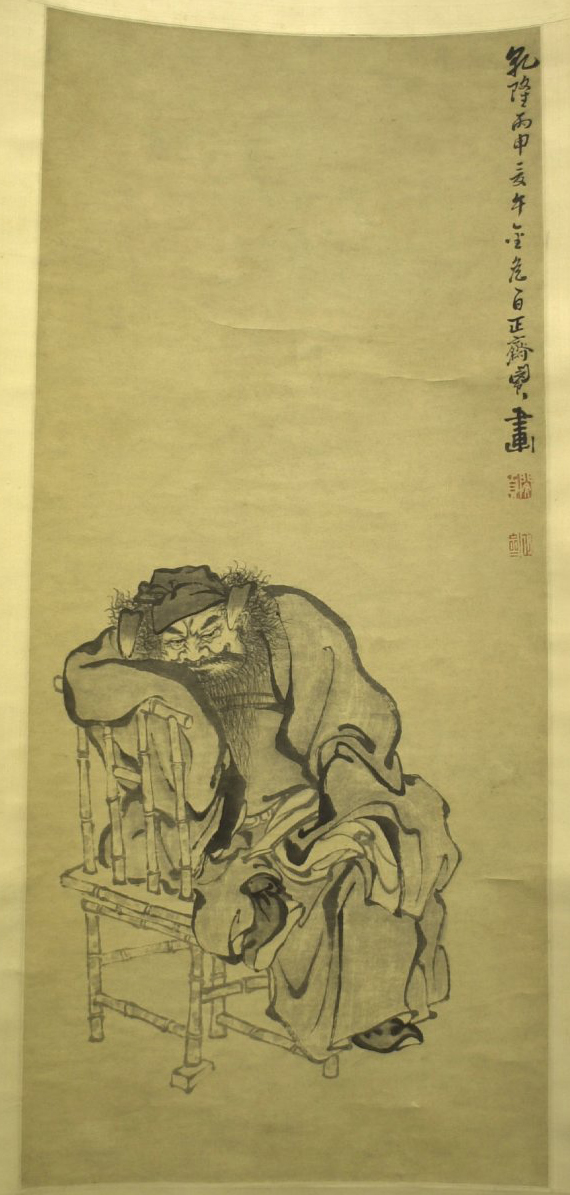
Pintura de Min Zhen de 1776, en el que Zhong Kui aparece sentado y apoyado en una silla.
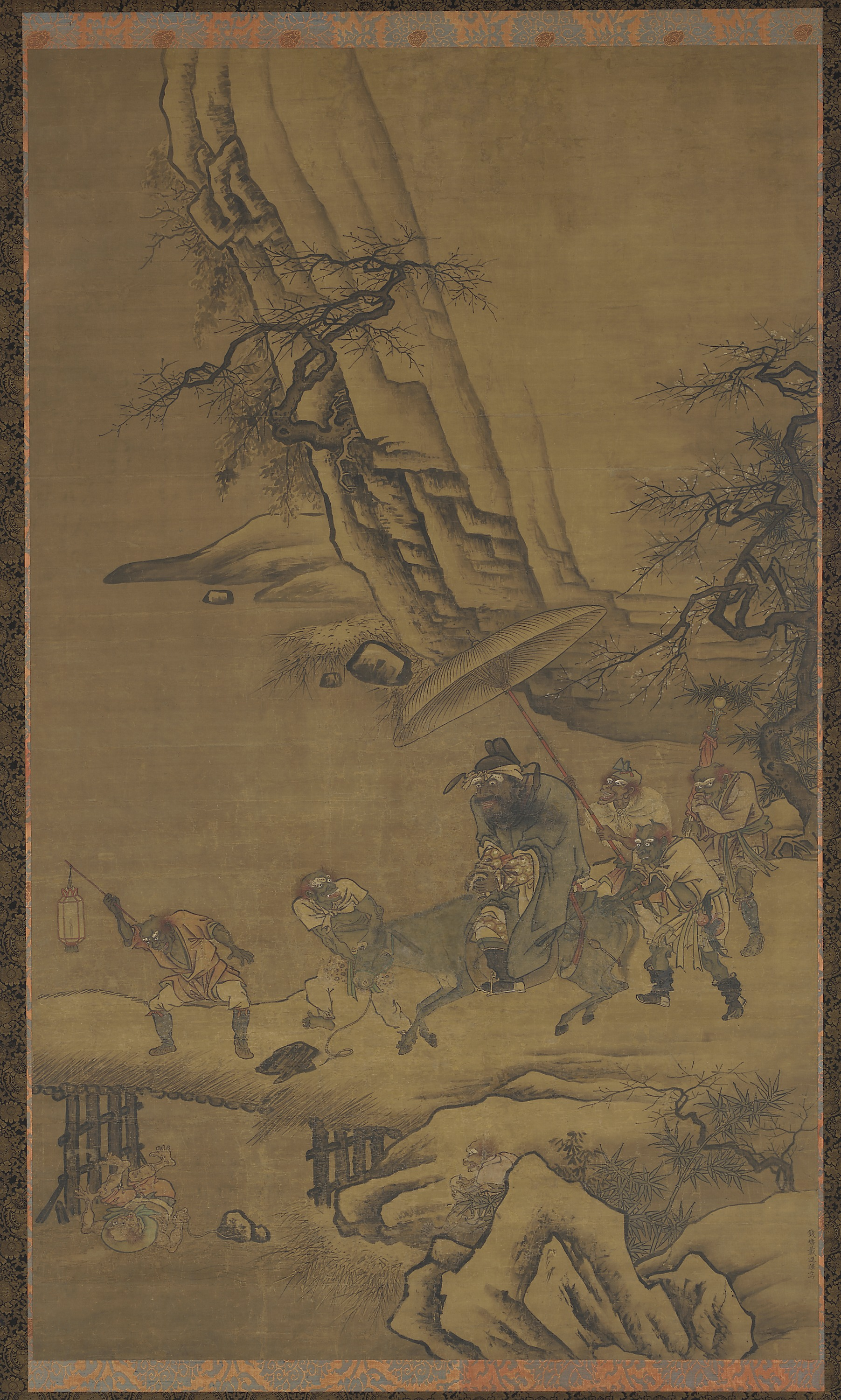
Zhong Kui y los demonios cruzando un puente (siglo XVI), que muestra a Zhong Kui montado en un burro.
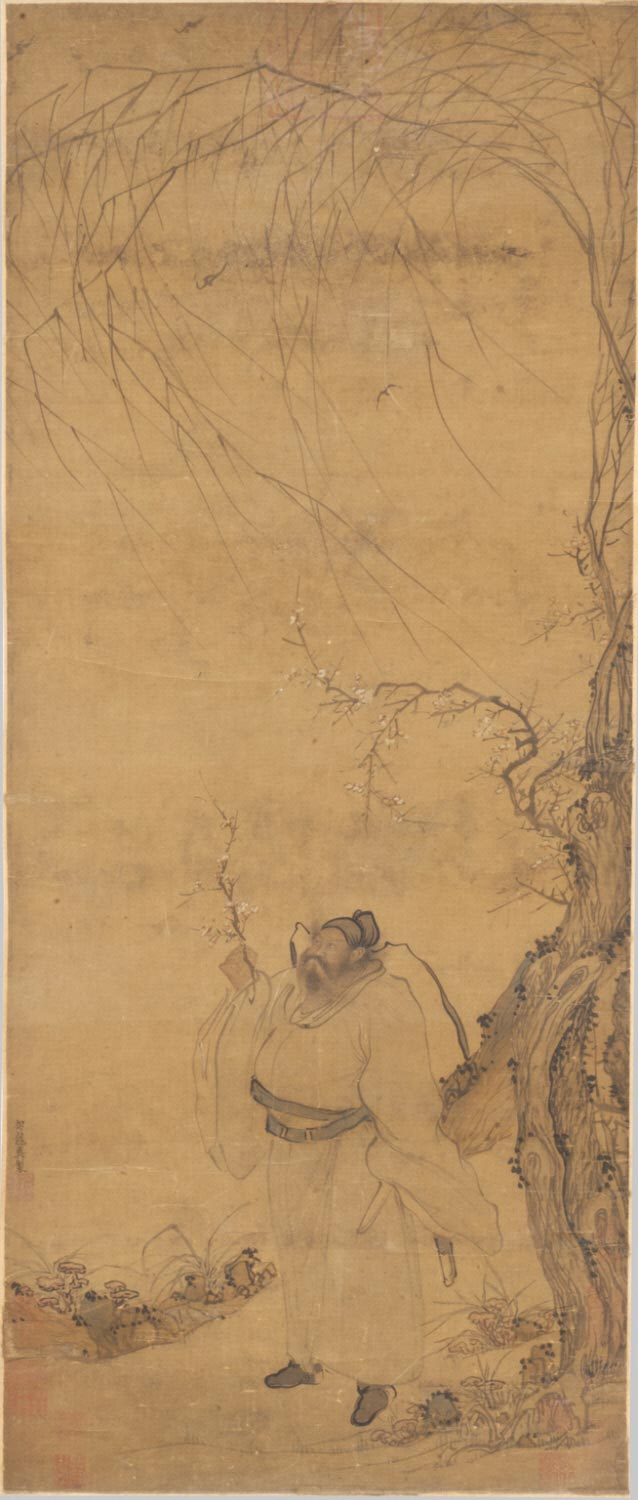
Zhong Kui apreciando la flor del ciruelo (siglo XVIII)
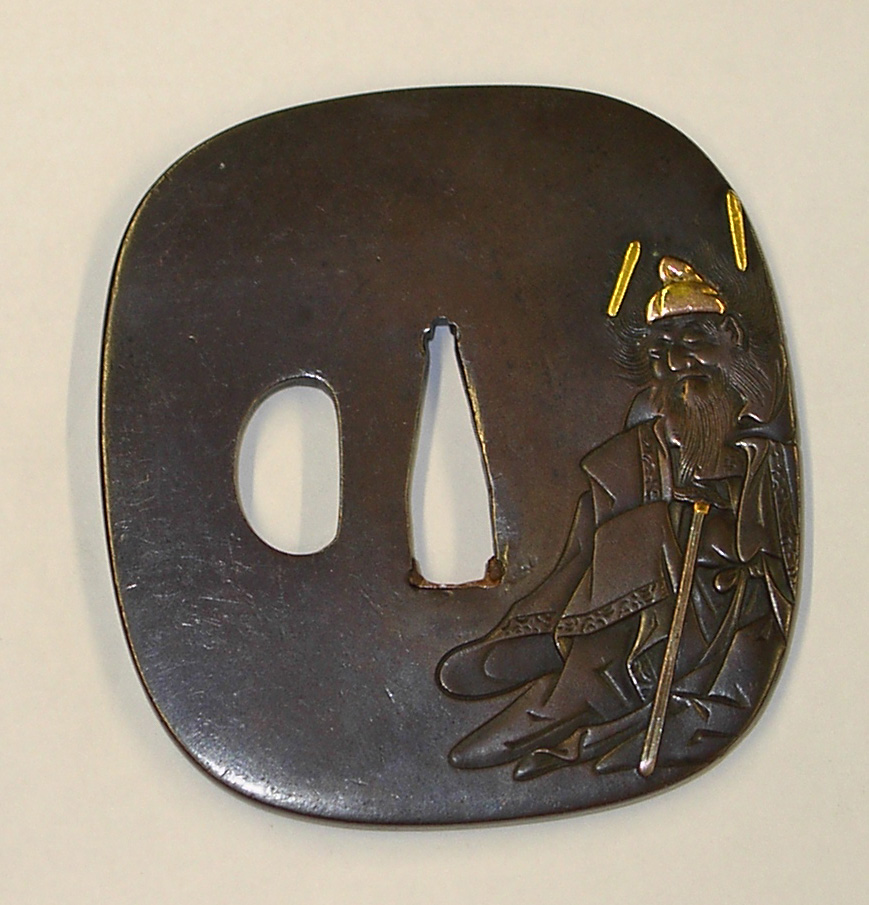
Tsuba de cobre con la imagen de Shōki, obra de Masayuki Tsuba (1695-1769).

## En la cultura popular

Zhongshan de excursión, de Gong Kai (o), que muestra a Zhong Kui y a su hermana partiendo en una expedición de caza, con un séquito de demonios subyugados que llevan la espada de Zhong Kui, enseres domésticos, jarras de vino e incluso demonios más pequeños que han capturado.

- Zhong Kui es venerado en la religión popular china como uno de los tres Señores Subyugadores de Demonios (三伏魔帝君) de la región meridional de China. Xuan Tian Shang Di (Xuanwu) y Guan Sheng Di Jun (Guan Yu) son los otros dos Señores.
- La Danza de Zhong Kui (跳鐘馗) surgió durante la dinastía Song y se adaptó como ópera durante la Ming. Es también una forma de ritual con fines de exorcismo y purificación. Esta tradición pervive hoy en día en toda China, tanto en el norte, especialmente en el distrito de Huyi en Shaanxi, como en el sur, especialmente en el condado de She en Anhui, y en Taiwán.[7]
- Shōki es muy venerado en Japón y aún se le rinde culto en algunos santuarios sintoístas. Shōki fue también el homónimo del avión de combate monomotor Nakajima Ki-44 del Ejército Imperial Japonés.
- Zhong Kui (interpretado por San Kuai) aparece en la película de bruceploitation titulada The Dragon Lives Again (1977).
- Zhong Kui aparece en la serie taiwanesa Chor Lau-heung (1985).
- Qiu Yun, protagonista de Woman, Demon, Human (1987), película feminista de Huang Shuqin, es una cantante de ópera famosa por sus interpretaciones de Zhong Kui.
- Zhong Kui (interpretado por Huang Wenyong) aparece en Strange Encounters (1987) y su secuela Strange Encounters II (1988).
- Zhong Kui (interpretado por Law Lok Lam) aparece en la serie de Asia Television The Chinese Ghostbuster (1988).
- Zhong Kui aparece en el cómic hongkonés Saint y, como Shōki, en el cómic estadounidense Usagi Yojimbo.
- Zhong Kui es el personaje principal de la serie de televisión taiwanesa-singapurense de 1994 Maestro celestial Zhong Kui (天師鍾馗, Tianshi Zhong Kui).
- Zhong Kui (interpretado por Wu Ma) es el personaje principal de la película de Hong Kong The Chinese Ghostbuster (1994).
- Zhong Kui aparece como demonio invocable en el RPG Shin Megami Tensei: Devil Summoner (1995), y en otros títulos de Shin Megami Tensei.
- Pierre DeCelles creó una serie de pinturas de Zhong Kui en 2004.
- Zhong Kui (interpretado por Bobby Au-yeung) es el personaje principal de la serie Ghost Catcher: Legend of Beauty (2009).
- Zhong Kui es el personaje principal de la serie de The Legend of Zhong Kui (鍾馗傳說, Zhōng Kuí Chuánshuō), 2012.
- Zhong Kui (interpretado por Chen Kun) es la protagonista de la película Zhong Kui: Snow Girl and the Dark Crystal (2015).
- Zhong Kui "El Apaciguador de Demonios" es un personaje del panteón chino en Smite (2014), juego MOBA de Hi-Rez .
- Zhong Kui aparece en el juego MOBA de 2015/2023 Honor of Kings (王者荣耀) como héroe de apoyo.
- Zhong Kui aparece como personaje en la novela Voice of the Elders (2018), de Greg Ripley.
- Zhong Kui aparece como personaje DLC en el juego de supervivencia Hunt: Showdown (2018), de Crytek.
- Zhong Kui aparece en la serie dramática de fantasía taiwanesa The Devil Punisher (2020-2021).
- En el juego para móviles Dislyte (2022), Zhong Nan es una Esper Épica con los poderes de Zhong Kui.
- Aparecerá como el protagonista de Black Myth: Zhong Kui, futuro juego desarrollado por el estudio Game Science.